# Daniela Ruah

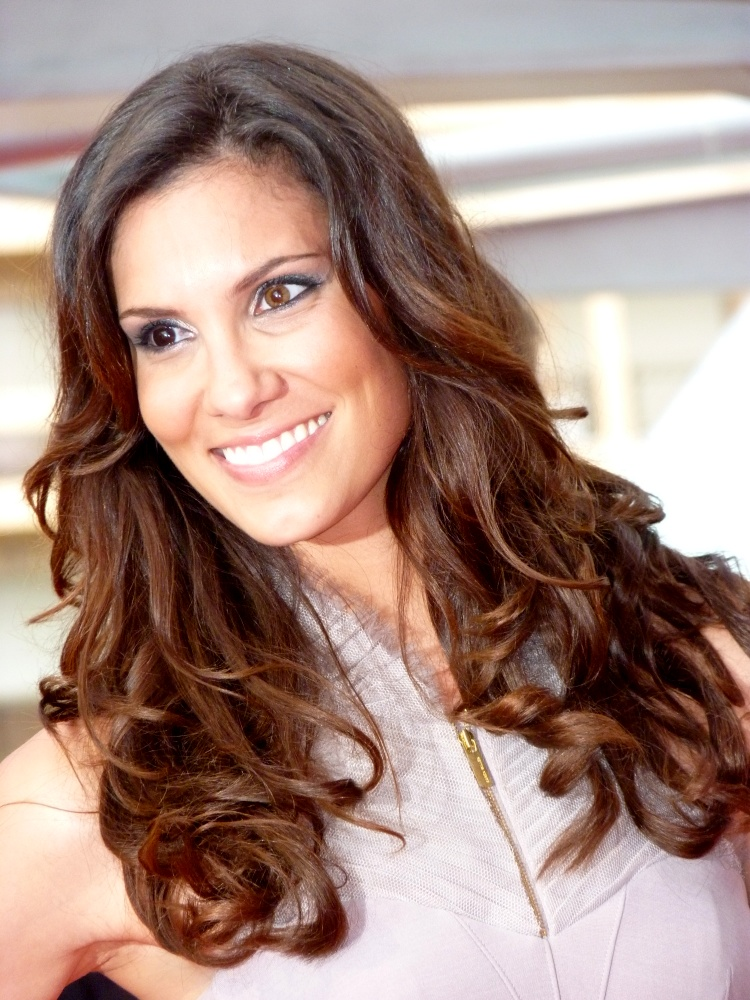
Daniela Ruah (2012)

Daniela Sofia Korn Ruah (* 2. Dezember 1983 in Boston, Massachusetts) ist eine portugiesisch-US-amerikanische Schauspielerin. Sie ist vor allem für ihre Rolle der Kensi Blye in der US-amerikanischen Fernsehserie Navy CIS: L.A. bekannt.

## Leben
Ruah wurde im Jahre 1983 in Boston, Massachusetts, als Tochter von Dr. Moisés Carlos Bentes Ruah und seiner Ehefrau Katharina Lia Azancot Korn, geboren. Sie zog im Alter von fünf Jahren mit ihrer Familie nach Portugal, wo sie die St. Julian’s School besuchte. Sie stammt aus einer Familie sephardischer Juden. Zu ihren Vorfahren zählt der berühmte „portugiesische Dreyfus“ Artur Carlos de Barros Basto.
Ihre erste Schauspielrolle erhielt sie im Alter von 16 Jahren nach einem Casting in der Fernsehserie Jardins Proibidos. Im Alter von 18 Jahren zog sie nach London, wo sie 3 Jahre an der London Metropolitan University studierte. Nach dem Abschluss als Bachelor with Honours zog sie nach Portugal, wo sie Rollen in Fernsehserien, Kurzfilmen und am Theater spielte. 2007 gewann sie die erste Staffel von „Dança Comigo“, der portugiesischen Version von Dancing with the Stars. Im selben Jahr zog sie nach New York, um dort am Lee Strasberg Theatre and Film Institute zu studieren.
Ruah, die neben Englisch fließend Portugiesisch und Spanisch spricht, spielte von 2009 bis 2023 in der US-amerikanischen Fernsehserie Navy CIS: L.A. die Hauptrolle der Kensi Blye. Ihr rechtes Auge erscheint durch einen Nävus Ota dunkler als ihr linkes.
Im Dezember 2013 wurden Ruah und ihr Verlobter David Paul Olsen Eltern eines Sohnes. Am 19. Juni 2014 heirateten die beiden in Portugal. Im September 2016 wurden sie Eltern einer Tochter. Olsen ist der Bruder ihres Serienpartners Eric Christian Olsen (Marty Deeks).
Sie hat zusammen mit Filomena Cautela, Sílvia Alberto und Catarina Furtado den vom 8. bis 12. Mai 2018 stattgefundenen Eurovision Song Contest in Lissabon moderiert.
Sie lebt derzeit in Los Angeles, Kalifornien.

## Filmografie (Auswahl)
- 2000–2001: Jardins Proibidos (Fernsehserie, 148 Folgen)
- 2001: Querida Mãe
- 2001–2002: Filha do Mar (Fernsehserie, 168 Folgen)
- 2005–2006: Dei-te Quase Tudo (Fernsehserie, 195 Folgen)
- 2006: Canaviais
- 2006–2007: Tu e Eu (Fernsehserie, 197 Folgen)
- 2008: Blind Confession
- 2008: Casos da Vida
- 2009: Midnight Passion
- 2009: Springfield Story (The Guiding Light)
- 2009: Navy CIS (NCIS, Fernsehserie, Folgen 6x22–6x23)
- 2009–2023: Navy CIS: L.A. (NCIS: Los Angeles, Fernsehserie, 277 Folgen)
- 2011: Hawaii Five-0 (Fernsehserie, Folge 2x06 Hausfriedensbruch)
- 2012: Red Tails
- 2020: A Espia (Fernsehserie, 8 Folgen)
- 2023: Rabo de Peixe (Fernsehserie, 4 Folgen)

## Auszeichnungen
- 2010: Globos de Ouro für ihre Darstellung in der Serie Navy CIS: L.A.[13]
- 2010: Teen-Choice-Award-Nominierung in der Kategorie „Beste Schauspielerin: Action“[14]